# یواس‌اس رانکادور (اس‌اس-۳۰۱)
یواس‌اس رانکادور (اس‌اس-۳۰۱) (به انگلیسی: USS Roncador (SS-301)) یک زیردریایی بود که طول آن ۳۱۱ فوت ۸ اینچ (۹۵٫۰۰ متر) بود. این زیردریایی در سال ۱۹۴۴ ساخته شد.